# IPhone 16e
iPhone 16e（アイフォーン シックスティーン イー）は、Appleが開発・販売するスマートフォンで、第18世代目のiPhoneである。

## 概要
2025年2月20日にiPhone 16ファミリーに加わる新機種として発表された。
予約注文は2025年2月21日22時（日本時間）から開始。
発売日は2025年2月28日。価格は、128GBモデルでUS$599(税別)/99,800円(税込)から。
なお、iPhone 16e発表後、iPhone 14、iPhone 14 Plus、iPhone SE（第3世代）は販売終了となった。iPhone16eの発表により、Lightning (インターフェイス)を利用する最後の製品はiPhone SE（第3世代）となった。

## デザイン

### カラーバリエーション
カラーはホワイト、ブラックの2色が展開されている。
| カラー | カラーネーム |
| ------ | ------------ |
|        | ホワイト     |
|        | ブラック     |

## 仕様

### ハードウェア
iPhone 16eのSoCは、第2世代の3nm製造プロセス(TSMC N3E)で量産されているApple A18 を搭載し、省電力を維持したまま性能が上げられている。A18 は6コアCPU, 4コアGPU, 16コアNeural Engine(35TOPS)を備え、Apple Intelligenceに最適化されている。8GB LPDDR5Xメモリと128GBから512GBのフラッシュストレージを内蔵する。無線LANは、2x2 MIMO対応Wi-Fi 6（802.11ax）をサポートする。Lightning端子が廃止されUSB Type-C端子が搭載される。USB規格は2.0で最大転送速度は480Mbps。映像出力（Display Port）は非対応。

### カメラ
iPhone 16eでは、標準のFusionカメラが4800万画素化され、光学手ぶれ補正機能とHybrid Focus Pixelsにより低照度での性能が改善されている。また、最大4K120fpsドルビービジョンでの動画撮影が可能となり、高画質で滑らかな動画撮影が可能となっている。

### 健康補助機能
iPhone 16eでは、健康に関するトラッキング機能が強化されている。特にApple Watch Series 9,10,Ultraとの組み合わせでは睡眠時無呼吸症候群の検知が可能である。また、AirPods Pro 2との組合せでは、補聴器機能が利用できる。

### 充電
充電はUSB-PDで20W以上のアダプタを使用して急速充電を行った場合、30分で50%充電することが可能。 無線充電は、Qiによる最大7.5Wの給電に対応している。MagSafeには非対応。 稼働時間については、ビデオ再生で最大26時間、オーディオ再生で最大90時間である。

### 防水・防塵
EC規格60529にもとづくIP68等級に適合した防水防塵性能を備えている。(最大水深6メートルで最大30分間)。

### 5G対応と通信速度
4x4 MIMOを使用したLAA対応ギガビットLTEと5G Sub-6, 5G SAに対応しており、高速通信が可能になっている。
自社開発の新型モデムApple C1サブシステム採用により省電力性能が上がった。iPhone 16/16 Plusや16 Pro/MaxのQualcomm製モデムと比較し、5Gの対応バンド14とLTEの対応バンド11, 21が減った。
au Starlink Direct対応。

#### モデルA3409

##### 5G NR
KDDIでは受信最大2.7Gbps/送信最大211Mbpsと発表されている。ソフトバンクでは受信最大2.4Gbps/送信最大159Mbpsと発表されている。
5G NRの対応周波数：n1 (2100MHz)、n2 (1900MHz)、n3 (1800MHz)、n5 (850MHz)、n7 (2600MHz)、n8 (900MHz)、n12 (700MHz) 、n20 (800DD)、n25 (1900MHz)、n26 (850MHz)、n28 (700APT)、n30 (2300WCS)、n38 (TDD2600)、n40 (TD2300)、n41 (TDD2500)、n48(TDD3500)、n53(TDD2400)、n66 (AWS-3)、n70(FDD2000)、n75 (1500MHz)、n76 (1500MHz)、n77 (TDD3700)、n78 (TDD3500)、n79 (TDD4700)
※斜体は、日本国内で対応するsub-6GHz帯。
Appleと米Globalstarとの提携による衛星通信n53(2.4GHz帯)の電波による緊急SOSに対応している。

##### 4G
KDDIでは受信最大376Mbps/送信最大43Mbpsと発表されている。ソフトバンクでは受信最大838Mbps/送信最大46Mbpsと発表されている。
- FDD-LTE：バンド1、2、3、4、5、7、8、12、13、17、18、19、20、25、26、28、30、32、66
- TD-LTE：バンド34、38、39、40、41、42、48、53

### iPhone 16との違い
- 搭載SoCはApple A18であるが、4コアGPUが搭載されている。(iPhone 16は5コアGPU)
- Face IDは、ベースとされたiPhone 14と同様にノッチ部分に搭載されている。
- 自社開発の5GモデムApple C1採用[1]
- 背面カメラは広角のFusionカメラ1つ
- 無線充電は7.5W対応のQi
- Wi-Fi 7やMagSafeへの非対応
- カメラコントロール、Dynamic Islandの非搭載

### iPhone SE（第3世代）との違い
- Ceramic Shieldを採用
- Apple Intelligenceを搭載
- 6.1インチSuper Retina XDRディスプレイ採用
- デュアルeSIM対応[12]
- アクションボタンを搭載
- Touch ID対応のホームボタンを廃止し、Face IDに変更[13]
- 衛星通信での緊急SOSや衝突事故の検出に対応[13]
- 背面カメラが4800万画素のFusionカメラに変更
- 本体デザインをiPhone 8ベースからiPhone 14ベースに変更
- コネクタをUSB-Cに変更（USB2で最大転送速度は480Mbps）

## 同梱物
- USB-C充電ケーブル
- マニュアル
- SIMピン

ロゴステッカーは同梱されない。